# Синоја
Синоја је у грчкој митологији била нимфа.

## Митологија
Била је Ореада или Најада са планине Синоје у Аркадији на југу Грчке. Она је била дадиља бога Пана, због чега је он, према Паусанији, још назван и Синеид. Према Хомеру, Синоја је требало да одгаји малог Пана и да му пружи образовање, али када га је угледала, препала се од његовог чудовишног изгледа, побегла и оставила га.